# Family Affair (chanson de Sly and the Family Stone)
Pour les articles homonymes, voir Family Affair.
Singles de Sly and the Family Stone
Thank You (Falettinme Be Mice Elf Agin) / Everybody Is a Star
(1969) Runnin' Away
(1972)
Clip vidéo
[vidéo] « Family Affair (audio) », sur YouTube
Family Affair est une chanson du groupe américain Sly and the Family Stone extraite de leur album There's a Riot Goin' On, sorti en 1971.
Lors de sa sortie, un journaliste de Rolling Stone mentionne la rumeur selon laquelle Sly Stone aurait joué de tous les instruments lui-même, et il lui demande combien il en jouait. Réponse de Stone: « J'ai oublié, mec, tout ce qui restait ».
Deux semaines avant la sortie de l'album, Family Affair paraît en single. Celui-ci est le premier nouveau matériel fourni par le groupe depuis presque deux ans, c'est-à-dire depuis le single double face A Thank You (Falettinme Be Mice Elf Agin) / Everybody Is a Star.
La chanson de Sly and the Family Stone culmine à la 1re place à la fois dans le Hot 100 de Billboard et dans le hit-parade soul du même magazine, devenant leur troisième et dernier single numéro 1 aux États-Unis.

## Distinctions
La chanson Family Affair est classée à la 138e place sur la liste des « 500 plus grandes chansons de tous les temps » selon le magazine musical Rolling Stone en 2004. Elle se hisse à la 57e place dans la nouvelle liste publiée en 2021.